# 248970 Giannimorandi
248970 Giannimorandi è un asteroide della fascia principale. Scoperto nel 2007, presenta un'orbita caratterizzata da un semiasse maggiore pari a 3,1432376 au e da un'eccentricità di 0,0465265, inclinata di 17,75787° rispetto all'eclittica.
L'asteroide è dedicato al cantante italiano Gianni Morandi.